# Jesus, låt din kärleks låga
Jesus, låt din kärleks låga är en psalm med text skriven 1920 av August Bohman. Musiken är skriven 1911 av Preben Nodermann.

## Publicerad i
- Den svenska psalmboken 1937 som nr 230 under rubriken "Konfirmation".
- Den svenska psalmboken 1986 som nr 578 under rubriken "Efterföljd – helgelse".